# محوطه تمب بوت
محوطه تمب بوت در شهرستان لامرد، بخش گله دار، روستای شلدان واقع شده و این اثر در تاریخ ۲۳ بهمن ۱۳۸۰ با شمارهٔ ثبت ۴۷۶۳ به‌عنوان یکی از آثار ملی ایران به ثبت رسیده است.